# Annelien Van Wauwe
Annelien Van Wauwe est une clarinettiste belge qui a remporté de nombreux prix internationaux et a été en 2015-2017 artiste en résidence à la BBC, dans le programme Artistes de la nouvelle génération de la BBC Radio 3 (en). Elle a joué comme soliste dans de grandes salles européennes, telles que la Tonhalle Zürich, le Palais des beaux-arts de Bruxelles, le Konzerthaus de Berlin et le Konzerthaus de Vienne ou le Concertgebouw d'Amsterdam, et avec de grands orchestres dont l'orchestre symphonique de la radio de Stuttgart, l'orchestre symphonique de la Radiodiffusion bavaroise ou l'orchestre philharmonique de la BBC. Elle vit à Berlin.

## Biographie

### Formation
Née en 1987, Annelien Van Wauwe commence la clarinette à l'âge de huit ans. Elle fréquente la classe de Paul Lecocq à l'académie de musique de Hamme, puis à St-Nicolas auprès de Henri De Roeck. À dix-sept ans, elle intègre la classe de la clarinettiste Sabine Meyer à la Musikhochschule Lübeck, en Allemagne. Elle est la première et seule étudiante que la soliste prendra en tournée avec elle.
À vingt ans, elle fait déjà les titres de la presse nationale (De Standaard, 29 mai 2008). Elle poursuit ensuite sa formation au Conservatoire de Paris auprès de Pascal Moraguès. À Rome elle étudie auprès de Alessandro Carbonare, puis à Berlin auprès de Ralf Forster et Wenzel Fuchs et une marquante classe de maître avec Yehuda Gilad. Elle a gagné de nombreuses bourses d'études comme celles de la Fondation Ad Infinitum, la Fondation de musique de chambre Villa Musica Kamermuziekstichting et la Mozart Gesellschaft de Dortmund. En 2012, elle obtient la bourse du concours Yamaha pour instruments à vent à Berlin et une autre bourse de la Deutsche Musikwettbewerb de Bonn.

### Prix internationaux
Annelien Van Wauwe a gagné le Concours International Marco Fiorindo de Turin (2004), le Concours Axion Classics Dexia de Bruxelles (2005), le concours international de musique de Oldenburg (2007) où elle a également reçu un prix spécial. Elle est également lauréate du Concours internationale pour clarinette de Fribourg (2009), de la sixième édition du Concours international Audi Mozart de Rovereto (2012), du Concours international de clarinette de Lisbonne (2012) et du Concours international de musique de l'ARD (Munich, 2012) où elle a « stupéfié le jury et le public », d'après Gaelle Le Gallic de France Musique. En 2015, elle est nommée artiste en résidence à la BBC dans le programme BBC New Generation Artist et remporte le prix Klara pour jeune talent de l’année de la radio flamande Klara. En 2018, elle a réçu le prix du Borletti-Buitoni Trust,. Le 18 octobre 2020, elle a reçu le prix Opus Klassik (de), successeur du prestigieux prix allemand Echo Klassik, en tant que jeune artiste (clarinette) à Berlin.

### Carrière
Annelien Van Wauwe a joué comme soliste avec le Brussels Philharmonic Orchestra, la Chambre Philharmonique de Belgique, l'Orchestre symphonique de la SWR de Stuttgart, l'Orchestre symphonique de la radio bavaroise, l'Orchestre symphonique de Nuremberg, l'Orchestre symphonique de la BBC, ainsi qu'avec l'Orchestre de chambre de Prague, la Neubrandenburger Philharmonie, l'Orchestre de chambre de Cologne, l'Orchestre de chambre de Suède, et l'Orchestre philharmonique de la BBC. En 2017, la radio publique belge francophone Musiq3 lui consacre son émission « Demandez le programme ». Elle enregistre en 2022 le chef-d'œuvre de Mozart pour clarinette, le concerto en la majeur, K.622, qu'elle fait coexister avec l'enregistrement en première mondiale du concerto Sutra du compositeur belge Wim Henderickx. Ce disque reçoit une critique élogieuse et 5 étoiles dans la critique du Standaard.
Elle enseigne au Conservatoire d'Anvers.

## Discographie
- Weinberg et Prokofiev, Sonates pour clarinette ; Ouverture sur des thèmes juifs - Annelien van Wauwe, clarinette ; Lucas Blondeel, piano ; Shirly Laub et Samuel Nemtanu, violons ; Marc Sabbah, alto ; Bruno Philippe, violoncelle (15-17 novembre 2014, Genuin Classics (en) GEN15372) (OCLC 971431612)
- Weber, Quintette avec clarinette - Annelien Van Wauwe, clarinette ; Quatuor Van Kuijk (2017, BBC Music) (OCLC 1018203430)
- Belle Époque : œuvres de Brahms, Debussy, Widor et Trojahn - Orchestre national de Lille, dir. Alexandre Bloch (décembre 2018, SACD Pentatone) (OCLC 1111947699)
- Flow: Mozart, Concerto pour clarinette et orchestre en La majeur, K.622 et Wim Henderickx, Sutra, concerto pour clarinette, orchestre et électronique. Orchestre symphonique de la NDR, dir. Andrew Manze (avril 2022, Pentatone).